# Andreas Pereira
Andreas Hugo Hoelgebaum Pereira (Duffel, provincia de Amberes, 1 de enero de 1996) es un futbolista brasileño que juega como centrocampista en el Fulham F. C. de la Premier League de Inglaterra.

## Trayectoria

### PSV Eindhoven
Es el hijo del exfutbolista profesional brasileño Marcos Pereira, Andreas Pereira nació en Duffel, Bélgica, mientras que su padre era un jugador allí. Comenzó su carrera en el Lommel United, uno de los antiguos clubes de su padre, antes de pasar al otro lado de la frontera, Países Bajos, al PSV Eindhoven en 2005, cuando tenía nueve años de edad. 
En 2011, después de impresionar en la Manchester United Premier Cup, se convirtió en un objetivo para varios grandes clubes ingleses, incluyendo Arsenal, Chelsea y Liverpool, pero la visita del entrenador Sir Alex Ferguson del Manchester United.

### Manchester United
En noviembre de 2011, Sir Alex Ferguson convenció a Pereira para firmar para el club de Old Trafford. Debido a las normas relativas a las transferencias internacionales, el movimiento no se pudo completar hasta el decimosexto cumpleaños de Pereira el 1 de enero de 2012, y otras complicaciones con la autorización internacional significó que su debut en el Manchester United se retrasó hasta abril de 2012. Hizo su debut para los sub-18 en un partido de liga de visitante contra el Sheffield Wednesday el 25 de abril de 2012, pero las fuertes lluvias significaron que el partido tuvo que ser suspendido con un empate sin goles después de solo 35 minutos. Él hizo dos apariciones más en la temporada con los sub-18 terminando en octavo lugar de 10 equipos en su grupo de la Premier Academy League.
Después de firmar para la academia en julio de 2012, se convirtió en un titular para los sub-18 en la temporada 2012-13, haciendo 20 apariciones y anotó cinco goles. Él también tuvo su primera experiencia en el equipo de reserva durante la temporada, al entrar como sustituto de James Weir en la victoria por 3-1 sobre el Oldham Athletic en la Manchester Senior Cup, seguida de otra aparición suplente ante el Liverpool en las semifinales de la Professional Development League. En reconocimiento a sus actuaciones, el 7 de enero de 2013, poco después de su cumpleaños número 17, Pereira recibió su primer contrato profesional. Antes de la temporada 2013-14, Pereira fue nombrado como capitán del Manchester United, para la 2013 Milk Cup, y fue nombrado mejor jugador del torneo por sus tres goles con el Manchester United ganando la Premier Section. Continuó teniendo un peso considerable, tanto para los sub-18 y los sub-21, y siempre estuvo presente en la edición inaugural de la UEFA Youth League; También anotó dos veces en tres apariciones en la FA Youth Cup, incluyendo un tiro de 25 yardas contra Burnley en la tercera ronda. Para los sub-21, apareció en 17 de los 21 partidos de liga con el Manchester United terminando terceros; luego anotó el único gol en la semifinal ante el Liverpool, sólo para que el equipo perdiera ante el Chelsea en la final.
Debut oficial
Pereira comenzó la temporada 2014-15 con las reservas del Manchester United pero hizo su debut oficial con el primer equipo el 26 de agosto de 2014, con 18 años, a las órdenes del neerlandés Louis van Gaal al entrar como sustituto de su compañero Saidy Janko en el descanso de la derrota por 4-0 de visitante contra el Milton Keynes Dons en la segunda ronda de la Copa de la Liga. El 15 de marzo de 2015, ya con 19 años, hizo su debut en Premier League en Old Trafford en partido de la 29.ª jornada frente al Tottenham Hotspur, participando en los últimos 13 minutos en la victoria por 3-0.
La siguiente temporada, 2015-16, continuó en el equipo reserva pero volvió a tener minutos en 4 partidos de la Premier. Llegó a tener incluso minutos en un partido de la Champions League frente al Wolfsburgo, y en dos de la Europa League en la eliminatoria ante el Midtjylland, pero el futbolista ya con 20 años necesitaba minutos y continuidad.

#### Cesiones
El verano de 2016 hizo la pretemporada en el United a las órdenes de José Mourinho, pero a finales de agosto se acuerda su cesión al Granada C. F. a las órdenes del técnico Paco Jémez. El 28 de agosto hizo su debut en La Liga en el estadio de Gran Canaria en la derrota por 5-1 frente a Las Palmas. Marcó su primer gol el 3 de diciembre en el Nuevo Los Cármenes abriendo el marcador en la victoria 2-1 frente al Sevilla, gol que dedicó a Matheus Biteco, fallecido pocos días antes en el trágico accidente de avión que sufrió el club Chapecoense. No pudo evitar el descenso del equipo como último clasificado, pero sí logró los minutos y la continuidad que necesitaba con los cuatro técnicos que tuvo, Paco Jémez, Lluís Planagumà, Lucas Alcaraz y Tony Adams, disputando un total de 36 partidos de Liga y 2 de Copa, marcando 5 goles y dando 3 asistencias de gol.
Tras hacer de nuevo la pretemporada a las órdenes de Mourinho en el United, el futbolista era consciente de que tendría pocos minutos en Mánchester y el último día de mercado de fichajes aceptó otra cesión a España, esta vez al Valencia Club de Fútbol del técnico Marcelino García Toral.  El club valenciano abonó 3 millones de euros por la cesión. Debutó siendo titular en Mestalla el 9 de septiembre de 2017 en el empate 0-0 frente al Atlético de Madrid y pasó a participar en todos los encuentros, algunos como titular y otros entrando desde el banquillo. Su primer gol lo anotó el 15 de octubre en la 8.ª jornada en el Benito Villamarín frente al Real Betis, cerrando la goleada por 3-6.
Tras dos temporadas más en el equipo mancuniano, el 2 de octubre de 2020 se fue prestado a la S. S. Lazio italiana. Un año después fue el C. R. Flamengo quien logró su cesión.

### Fulham F. C.
El 11 de julio de 2022 abandonó definitivamente el Manchester United tras ser traspasado al Fulham F. C. Firmó un contrato de cuatro años con opción a un quinto.

## Selección nacional

### Inferiores
Nacido en Bélgica de padres brasileños, era elegible para representar a cualquiera de esos dos países a nivel internacional. Inicialmente decidió representar a Bélgica a nivel sub-17 y sub-18, pero un tiempo después declaró [¿dónde?] "Mi corazón es brasileño" y desde entonces representa a Brasil. Recibió su primer llamado en 2014, uniéndose a la selección sub-20 en su exitosa campaña en la Panda Cup de Asia.
Después fue citado para la Copa Mundial de Fútbol Sub-20 de 2015 a disputarse en Nueva Zelanda, donde se proclamó subcampeón del torneo perdiendo la final contra Serbia. En el torneo Pereira jugó 5 partidos y anotó 2 goles, uno ante Hungría en la fase de grupos y otro ante Serbia en la final.
| Mundial                     | Sede          | Resultado  | Partidos | Goles |
| --------------------------- | ------------- | ---------- | -------- | ----- |
| Copa Mundial Sub-20 de 2015 | Nueva Zelanda | Subcampeón | 5        | 2     |

### Absoluta
El 17 de agosto de 2018 recibió su primera llamada con la selección absoluta de Brasil para los partidos amistosos contra los Estados Unidos y El Salvador. Hizo su debut contra El Salvador el 11 de septiembre, siendo el primer jugador en más de 100 años en jugar para Brasil que había nacido fuera del país sudamericano.

#### Participaciones en Copas América
| Torneo            | Sede           | Resultado        | Partidos | Goles |
| ----------------- | -------------- | ---------------- | -------- | ----- |
| Copa América 2024 | Estados Unidos | Cuartos de final | 3        | 0     |

## Estadísticas

### Clubes
Actualizado al día 25 de mayo de 2025.
| Manchester United F. C. Inglaterra | 1.ª           | 2014-15       | 1   | 0  | ― | ― | 1  | 0 | ―  | ― | 2   | 0  | 0    |
| Manchester United F. C. Inglaterra | 1.ª           | 2015-16       | 4   | 0  | ― | ― | 4  | 1 | 3  | 0 | 11  | 1  | 0.09 |
| Granada C. F. · España | 1.ª           | 2016-17       | 35  | 5  | ― | ― | 2  | 0 | ―  | ― | 37  | 5  | 0.14 |
| Granada C. F. · España | Total club    | Total club    | 35  | 5  | 0 | 0 | 2  | 0 | 0  | 0 | 37  | 5  | 0.14 |
| Valencia C. F. · España | 1.ª           | 2017-18       | 23  | 1  | ― | ― | 6  | 0 | ―  | ― | 29  | 1  | 0.03 |
| Valencia C. F. · España | Total club    | Total club    | 23  | 1  | 0 | 0 | 6  | 0 | 0  | 0 | 29  | 1  | 0.03 |
| Manchester United F. C. Inglaterra | 1.ª           | 2018-19       | 15  | 1  | ― | ― | 3  | 0 | 4  | 0 | 22  | 1  | 0.05 |
| Manchester United F. C. Inglaterra | 1.ª           | 2019-20       | 25  | 1  | ― | ― | 9  | 0 | 6  | 1 | 40  | 2  | 0.05 |
| Manchester United F. C. Inglaterra | Total club    | Total club    | 45  | 2  | 0 | 0 | 17 | 1 | 13 | 1 | 75  | 4  | 0.05 |
| S. S. Lazio · Italia | 1.ª           | 2020-21       | 26  | 1  | ― | ― | 2  | 0 | 5  | 0 | 33  | 1  | 0.03 |
| S. S. Lazio · Italia | Total club    | Total club    | 26  | 1  | 0 | 0 | 2  | 0 | 5  | 0 | 33  | 1  | 0.03 |
| C. R. Flamengo · Brasil | 1.ª           | 2021          | 18  | 5  | ― | ― | 3  | 0 | 3  | 0 | 24  | 5  | 0.21 |
| C. R. Flamengo · Brasil | 1.ª           | 2022          | 13  | 2  | 8 | 0 | 1  | 0 | 7  | 1 | 29  | 3  | 0.1  |
| C. R. Flamengo · Brasil | Total club    | Total club    | 31  | 7  | 8 | 0 | 4  | 0 | 10 | 1 | 53  | 8  | 0.15 |
| Fulham F. C. Inglaterra | 1.ª           | 2022-23       | 33  | 4  | ― | ― | 5  | 1 | ―  | ― | 38  | 5  | 0.13 |
| Fulham F. C. Inglaterra | 1.ª           | 2023-24       | 37  | 3  | ― | ― | 7  | 0 | ―  | ― | 44  | 3  | 0.07 |
| Fulham F. C. Inglaterra | 1.ª           | 2024-25       | 33  | 2  | ― | ― | 4  | 0 | ―  | ― | 37  | 2  | 0.05 |
| Fulham F. C. Inglaterra | Total club    | Total club    | 103 | 9  | 0 | 0 | 16 | 1 | 0  | 0 | 119 | 10 | 0.08 |
| Total carrera | Total carrera | Total carrera | 263 | 25 | 8 | 0 | 47 | 2 | 28 | 2 | 346 | 29 | 0.08 |
| (1)Incluidos los datos de la Premier League, la Primera División de España, la Serie A y el Campeonato Brasileño de Serie A. (2)Incluidos los datos de la FA Cup, la Community Shield, la EFL Cup, la Copa del Rey, la Copa Italia y la Copa de Brasil. (3)Incluidos los datos de la Liga de Campeones de la UEFA, la Liga Europa de la UEFA y la Copa Libertadores. |               |               |     |    |   |   |    |   |    |   |     |    |      |

## Palmarés

### Títulos nacionales
| Título         | Equipo                  | País       | Año     |
| -------------- | ----------------------- | ---------- | ------- |
| FA Cup         | Manchester United F. C. | Inglaterra | 2015-16 |
| Copa de Brasil | C. R. Flamengo          | Brasil     | 2022    |

### Títulos internacionales
| Título                       | Equipo         | Sede      | Año  |
| ---------------------------- | -------------- | --------- | ---- |
| Copa Libertadores de América | C. R. Flamengo | Guayaquil | 2022 |